# John C. Floyd
John Charles Floyd (* 14. April 1858 in Sparta, White County, Tennessee; † 4. November 1930 in Yellville, Arkansas) war ein US-amerikanischer Politiker. Zwischen 1905 und 1915 vertrat er den dritten Wahlbezirk des  Bundesstaates Arkansas im US-Repräsentantenhaus.

## Leben
Im Jahr 1869 zog John Floyd mit seinen Eltern in das Benton County in Arkansas, wo sich die Familie in der Nähe von Bentonville niederließ. Dort besuchte er die öffentlichen Schulen. Danach studierte er bis 1879 an der Arkansas Industrial University in Fayetteville, aus der dann die University of Arkansas hervorging. In den Jahren 1880 und 1881 war er in Springdale als Lehrer tätig. Nach einem Jurastudium und seiner im Jahr 1882 erfolgten Zulassung als Rechtsanwalt begann er in Yellville in seinem neuen Beruf zu arbeiten.
Floyd war Mitglied der Demokratischen Partei. Zwischen 1889 und 1891 gehörte er dem Repräsentantenhaus von Arkansas an. Zwischen 1890 und 1894 war er Staatsanwalt im 14. Gerichtsbezirk. 1904 wurde Floyd im dritten Distrikt seines Staates in das US-Repräsentantenhaus in Washington, D.C. gewählt, wo er am 4. März 1905 Hugh A. Dinsmore ablöste. Nachdem er viermal wiedergewählt worden war, konnte er bis zum 3. März 1915 insgesamt fünf Legislaturperioden im Kongress absolvieren. Im Jahr 1912 gehörte er dem Ausschuss an, der die Untersuchung zur Amtsenthebung des Bundesrichters Robert Archbald leitete. Im Jahr 1914 verzichtete Floyd auf eine erneute Kandidatur.
Nach dem Ende seiner Zeit im Kongress arbeitete Floyd wieder als Anwalt. Im Jahr 1920 kandidierte er erfolglos für das Amt des Gouverneurs von Arkansas. Er starb zehn Jahre später, im Jahr 1930, in Yellville.